# Rodaba angulipennis
Rodaba angulipennis là một loài bướm đêm trong họ Crambidae.